# Фрост, Джон (генерал-майор)
Джон Даттон Фрост (31 декабря 1912 — 21 мая 1993) — офицер воздушно-десантных войск британской армии, генерал-майор, получивший наибольшую известность командованием группы британских воздушно-десантных войск в боях за мост в городе Арнем в ходе операции «Маркет Гарден» во время Второй мировой войны. Один из опытных офицеров недавно сформированного парашютного полка, Фрост отличился во многих воздушно-десантных операциях Второй Мировой войны, в том числе в Северной Африке, на Сицилии и в Италии, до своего ранения и последующего пленения в Арнеме. В 1968 году Фрост вышел в отставку и стал фермером, занявшись разведением мясного скота в Западном Суссексе.

## Ранняя жизнь и военная карьера
Джон Даттон Фрост родился в Пуне, Британская Индия, 31 декабря 1912 года. Он был сыном Фрэнка Даттона Фроста, офицера британской армии, и его жены Элси Доры (урожденной Брайт). Поступил в колледж Веллингтона в Беркшире, но в 1929 году был переведен в школу Монктон-Комб в Сомерсете.
По окончании школы пошёл по стопам отца и присоединился к британской армии, поступив в Королевский военный колледж в Сандхерсте, по выпуску из которого 1 сентября 1932 года начал службу в чине второго лейтенанта в Камеронском полку шотландских стрелков. В 1935 году ему было присвоено звание лейтенанта, с частью был отправлен в Палестину на ранних этапах арабского восстания. С 1938 по 1941 год Фрост служил в части, сформированной из иракских добровольцев, получив повышение до капитана 1 сентября 1940 года.

## Вторая мировая война

### Возвращение в Великобританию
Вернувшись в Великобританию в сентябре 1941 года, Фрост сначала служил в 10-м батальоне «Камеронцев», подразделении территориального резерва, входившего в состав 45-й бригады 15-й шотландской пехотной дивизии генерал-майора Филипа Кристисона, а затем в том же году добровольно вступил в парашютный полк. Он был направлен во 2-й парашютный батальон полка, входившего в состав 1-й парашютной бригады бригадного генерала Ричарда Гейла, которая в свою очередь входила в состав 1-й воздушно-десантной дивизии, командиром которой был Фредерик Браунинг.

### Операция «Укус»
Фрост отличился в ходе операции «Biting (укус)» — рейда для захвата антенны или компонентов немецкого радара «Вюрцбург» в городке Бруневаль в Нормандии. Это была вторая боевая операция недавно сформированного британского парашютного полка. Рота «С» в количестве 120 человек под командованием майора Фроста 27 февраля 1942 года столкнулась с жёстким сопротивлением, но выполнила задание, выкрав критически важные детали оборудования и захватив одного из немецких радиотехников. В ходе операции потери англичан составили три человека убитыми, шесть ранеными, шесть парашютистов попали в плен. Премьер-министр Уинстон Черчилль публично приветствовал рейд, Фрост за командование операцией был награжден Военным крестом.

### Северная Африка
Во время высадки союзников в Северной Африке в Тунисе высадились британские воздушно-десантные части, в состав которых входила и 1-я парашютная бригада. В это время Фросту, командовавшему батальоном, было поручено атаковать вражеские аэродромы близ Депьена, в 30 милях к югу от Туниса. Аэродромы оказались заброшенными, а танковая колонна, с которой они должны были встретиться, так и не прибыла, в результате чего батальон Фроста оказался в 50 милях за линией фронта. С боями подразделению удалось пробиться обратно к своим частям, потеряв при этом 16 офицеров и 250 солдат. Батальон продолжил боевые действия в составе Первой британской армии. За кампанию в Тунисе Фрост 11 февраля 1943 года был награждён своим первым орденом «За выдающиеся заслуги».

### Сицилия и Италия
В 1943 году батальон Фроста вместе с остальной частью 1-й парашютной бригады под командованием бригадного генерала Джеральда Латбери высадился в Сицилии в ходе операции «Хаски» с приказом захватить автомобильный мост Понте-ди-Примосоле. В ходе десантирования бригада была сильно рассеяна, 295 солдат и офицеров, достигших моста, приняли бой с немецким 4-м парашютным полком, не удержав мост до прибытия других частей Восьмой армии.
Позже Фрост участвовал в высадке 1-й воздушно-десантной дивизии в Таранто.

### Операция «Маркет Гарден»
Наибольшую известность Фрост получил своим участием в битве при Арнеме во время операции «Маркет Гарден». В ходе этого сражения подразделениям десантников 1-й воздушно-десантной дивизии под командованием генерал-майора Уркварта была поставлена задача захватить мост через Рейн в Арнеме и удерживать его. По плану десанту в составе 9000 человек было приказано захватить и удерживать мост Арнем в течение двух дней, которые, как предполагалось, требовались XXX корпусу генерал-лейтенанта Брайана Хоррокса, чтобы добраться до него.
17 сентября 1944 года, будучи командиром 2-го парашютного батальона, Фрост возглавил смешанную группу численностью около 745 легковооруженных парашютистов, которые высадилась недалеко от Остербека и пробились в Арнем. Батальон достиг моста, захватив северную часть, но затем Фрост обнаружил, что его силы окружены частями танкистов из состава 2-го танкового корпуса СС и отрезаны от остальных частей 1-й воздушно-десантной дивизии, не сумевших пробиться в город. Фрост командовал ожесточенным четырехдневным сражением, в ходе которого немцы обрушили артиллерийский огонь на позиции десантников и ввели танки и пехоту в одни из самых ожесточенных боев, которые когда-либо видела каждая из сторон. Немцы были ожесточены нежеланием десантников сдаться и их постоянными контратаками. После короткого перемирия на третий день, когда было вывезено 250 раненых, бой продолжался до тех пор, пока у оставшихся десантников не закончились боеприпасы. В живых к этому времени осталось около сотни британских десантников.
После пленения Фрост содержался в лагере Oflag IX-A/H в замке Шпангенберг. Позднее его перевели в больницу в Обермассфельдте. Фрост был освобожден, когда в марте 1945 года этот район захватили американские войска. 20 сентября 1945 года он был награждён планкой к ордену «За боевые заслуги» за руководство в Арнеме.

## Дальнейшая жизнь
После войны Фрост остался в армии, командовал учебным подразделением 1-й воздушно-десантной дивизии до её расформирования. Позднее он вернулся к командованию своего 2-го парашютного батальона 1-й парашютной бригады, вошедшей в 6-ю воздушно-десантную дивизию, в том числе во время чрезвычайного положения в Палестине. В Палестине он познакомился со своей будущей женой Джин МакГрегор Лайл, которая работала там социальным работником, они поженились 31 декабря 1947 года. В семье родились двое детей — сын и дочь. Вернувшись в Англию в конце 1946 года, он поступил в штабной колледж в Кемберли и после его окончания стал офицером Генерального штаба 2-го класса в 52-й пехотной дивизии, затем служил в качестве офицера Генерального штаба 1-го класса в 17-й дивизии Гуркхов во время Малайского чрезвычайного положения. Позднее Фрост командовал 44-й парашютной бригадой, формированием территориального резерва, но вскоре вернулся в 52-ю дивизию, на этот раз в качестве ее командира, занимал эту должность три года.
К моменту выхода на пенсию в 1968 году Фрост получил звание генерал-майора и в дополнение к военным наградам был удостоен звания кавалера ордена Бани.
На пенсии Фрост поселился в графстве Западный Суссекс, где занялся мясным скотоводством. Он был героем эпизода телевизионной программы «Это твоя жизнь» 6 апреля 1977 года.
Фрост умер 21 мая 1993 года в возрасте 80 лет. Он был похоронен на кладбище Милланд в Западном Суссексе.

## Биографии, мемориалы и освещение в СМИ

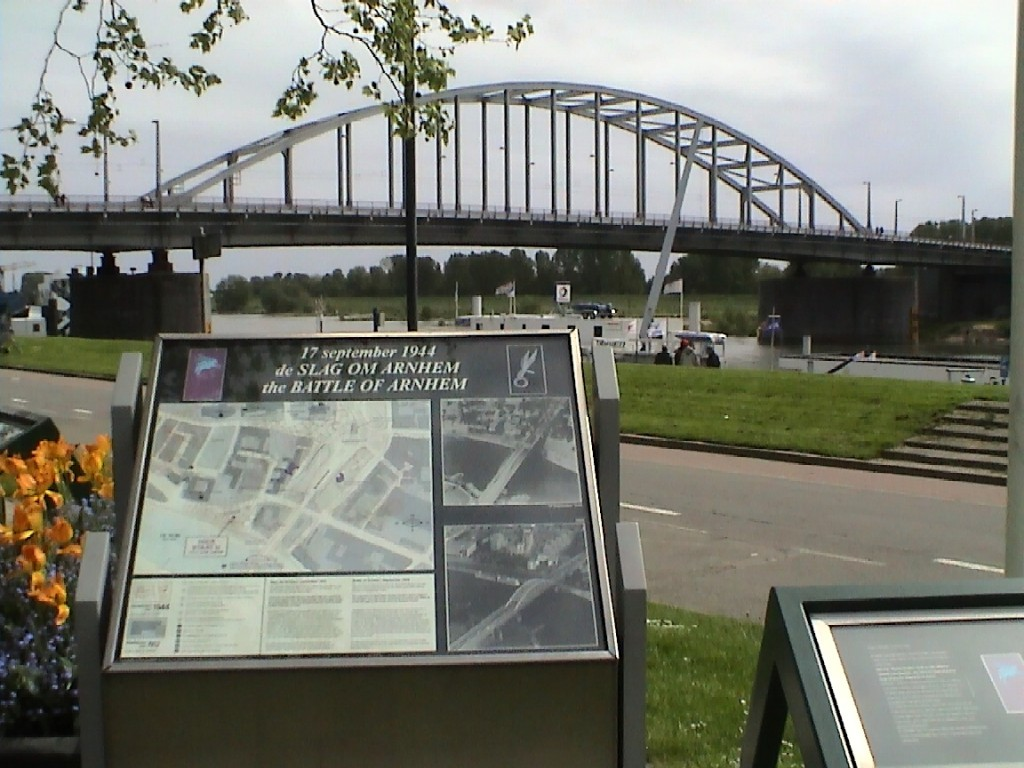
Мост Джона Фроста, вид с мемориала.

В 1945 году Британское армейское кинофотоподразделение (AFPU) и организация Дж. Артура Ранка инициировали производство документального фильма под названием «Их слава» об операции «Укус»/битве при Арнеме. В фильме использованы реконструированные сцены событий. Джон Фрост был среди 120 ветеранов Арнема, которые играли самих себя во многих сценах.
В 1974 году описание боёв батальона Фроста в Арнеме заняло значительное место в бестселлере Корнелиуса Райана «Мост слишком далеко». В 1976 году Фрост выступил в качестве военного консультанта во время экранизации книги Райана Ричардом Аттенборо. В фильме роль Фроста сыграл актёр Энтони Хопкинс.
В 1978 году мост через Рейн в Арнеме получил в его честь имя John Frostbrug («Мост Джона Фроста»), несмотря на возражения самого Фроста.